# Zdeněk Kolářský (sochař)
Zdeněk Kolářský (29. dubna 1931 Kostelec nad Orlicí – 28. března 2022 Kostelec nad Orlicí) byl český akademický sochař a medailér. Patřil k nejvýznamnějším českým autorům mincí a medailí.

## Život
Vystudoval Střední průmyslovou školu sklářskou v Železném Brodě a Vysokou školu uměleckoprůmyslovou v Praze. Od roku 1966 se systematicky zabýval medailérskou a mincovní tvorbou, od 60. let se účastnil medailérských výstav u nás i v zahraničí. Získal řadu čestných uznání a mezinárodních cen. Mj. je autorem dvou zlatých československých dukátových ražeb (pěti- a desetidukátu) ze série vydané roku 1978 k 600. výročí úmrtí Karla IV.
Dále je autorem volných figurálních plastik, reliéfů, plaket apod., ale i značek, např. loga České pojišťovny nebo znaku Matematicko-fyzikální fakulty Univerzity Karlovy. Je autorem ozdobného bronzového řetězu, který byl roku 1979 instalován okolo pomníku svatého Václava na pražském Václavském náměstí.
Tvořil také pro města, zejména východočeská (mj. Pardubice, Rychnov nad Kněžnou, Letohrad, Lanškroun, Žamberk či rodný Kostelec nad Orlicí, ve kterém v posledních letech opět trvale žil a pracoval). V Žamberku je autorem pamětní desky Petra Ebena. V Lanškrouně, jemuž věnoval část svého díla, je v zámku stálá expozice místního muzea nazvaná Kabinet mincí a medailí akademického sochaře Zdeňka Kolářského.
V roce 2008 vydal svoji první knihu Klín ženy, ve které reprodukce svých drobných plastik (přívěsků) doprovodil vlastními aforismy.

## Galerie děl

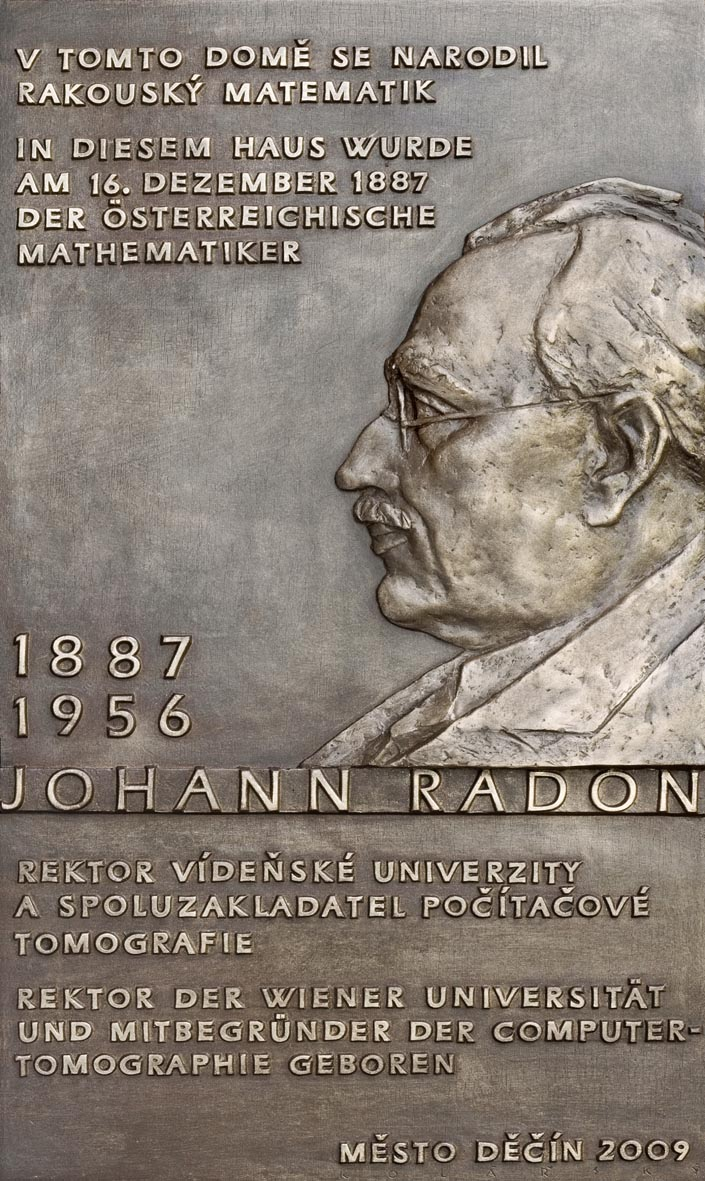
Pamětní deska Johanna Radona v Děčíně
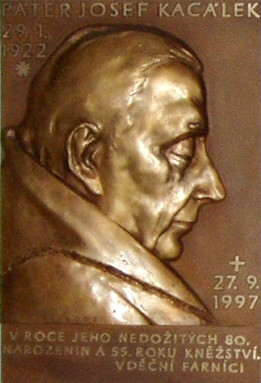
Pamětní deska Josefa Kacálka
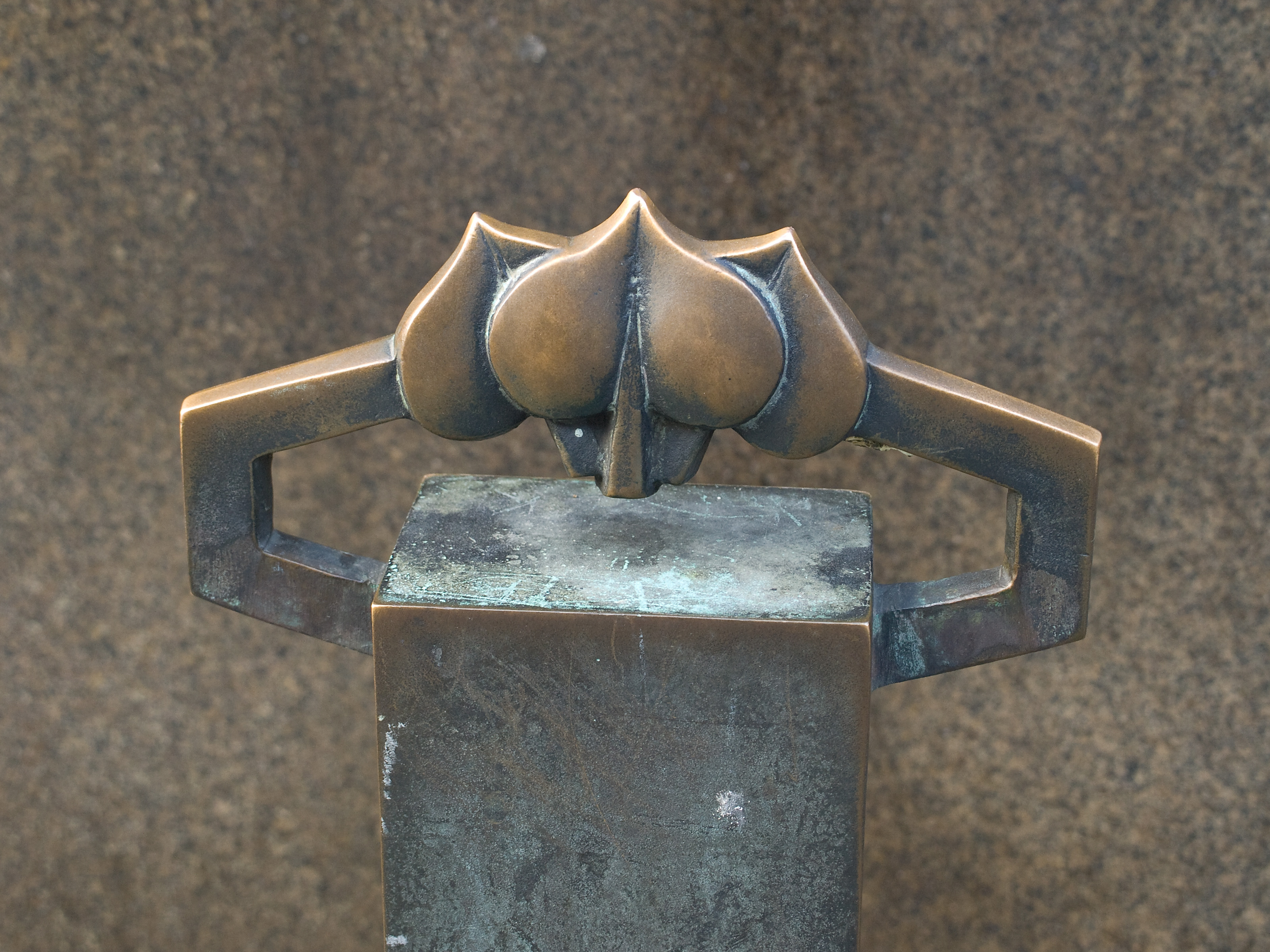
Sloupek od řetězu u pomníku svatého Václava
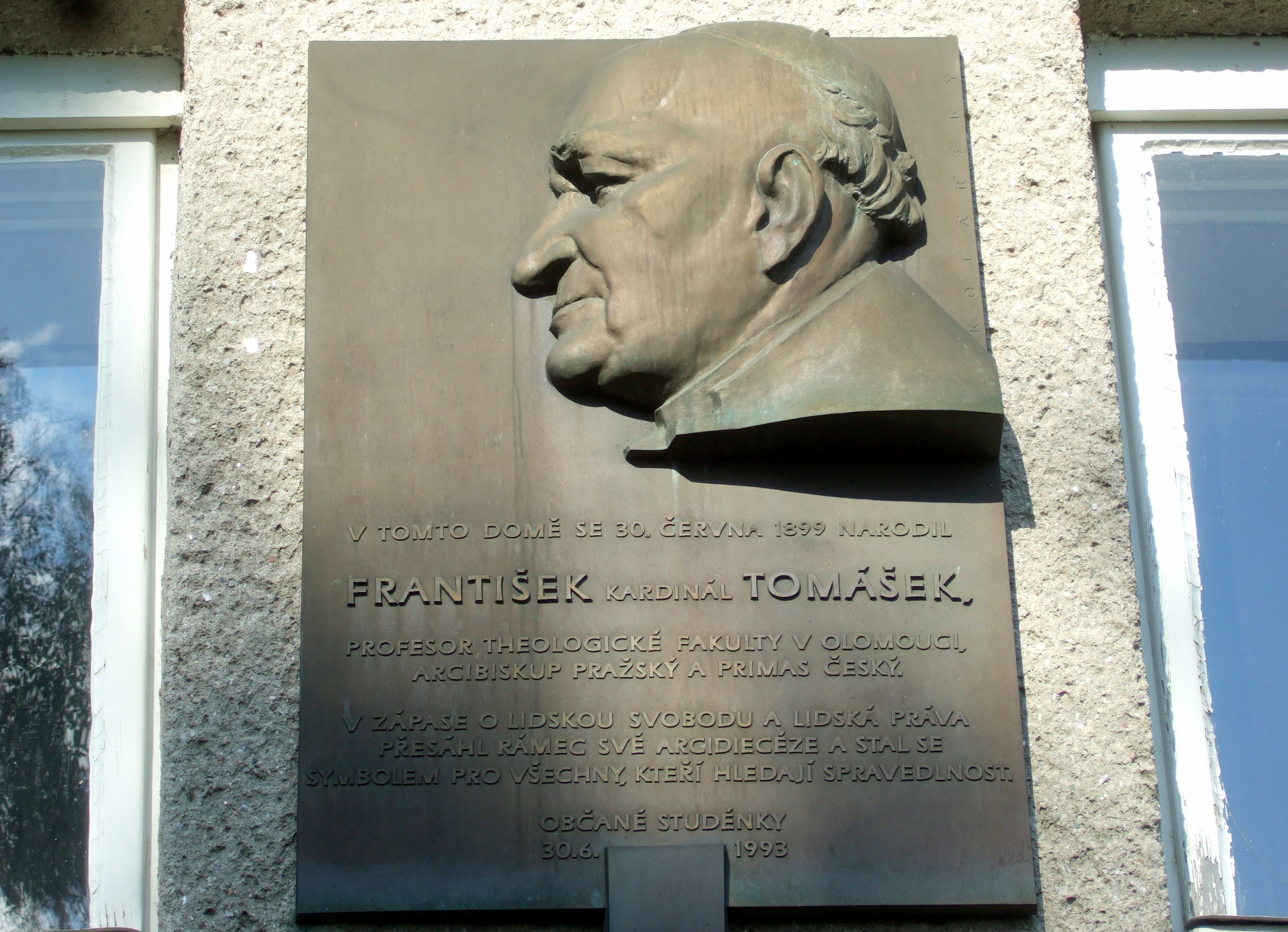
Pamětní deska Františka Tomáška
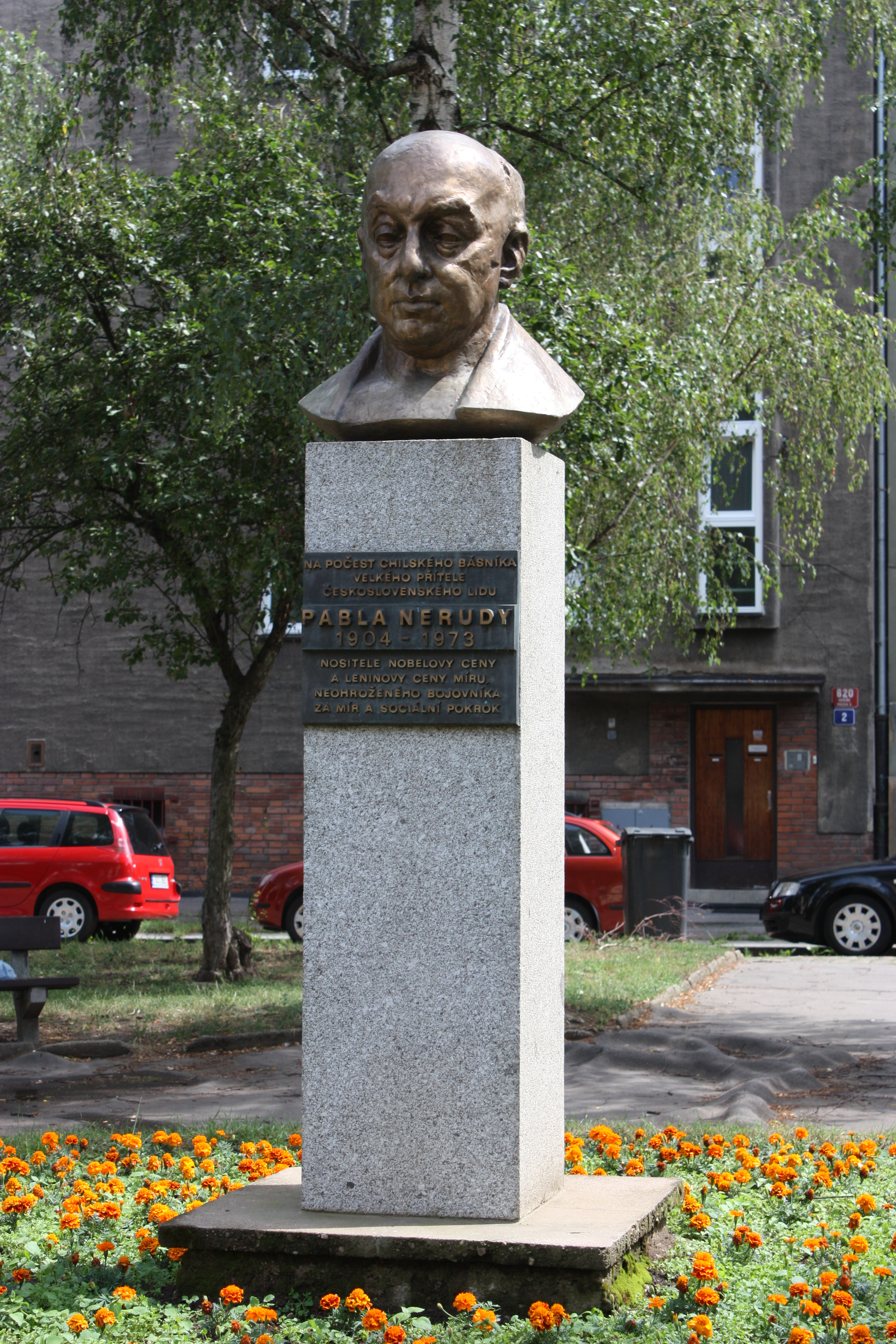
Busta Pablo Nerudy

## Ocenění
- 1981 – zasloužilý umělec[5]
- 2017 – čestný občan Prahy 5[6]